# José Luis Fernández Eguía
José Luis Fernández Eguía, más conocido como El Pirri (Madrid; 20 de febrero de 1965 - Madrid; 9 de mayo de 1988), fue un actor español de la década de 1980. En las películas en las que participó solía interpretar a personajes marginales.

## Biografía
Nació en el Barrio de Canillejas el 20 de febrero de 1965. A José Luis Fernández lo repudiaron su madre y su padrastro, por lo que pasó su infancia y adolescencia con sus abuelos. El apodo de El Pirri tenía relación con su afición al fútbol.  Lo descubrió el director de cine Eloy de la Iglesia, realizando su debut en la película Navajeros (1980), si bien su primer papel importante fue en la película Maravillas (1981). También trabajó para otros directores, como Manuel Gutiérrez Aragón,  Fernando Trueba, y participó como crítico de cine en el programa de TVE-1 Querido Pirulí de Fernando García Tola.
En 1987 fue detenido en Madrid por atraco, y en comisaría intentó cortarse las venas con el cristal de unas gafas. Finalmente pasó 15 días en la prisión de Carabanchel. El Pirri murió a la edad de 23 años, la noche del 9 de mayo de 1988, a causa de sobredosis.
Está enterrado en el Cementerio Sur de Madrid.

## Filmografía
- 1980 - Navajeros
- 1981 - Maravillas
- 1981 - La mujer del ministro
- 1982 - Colegas
- 1983 - El sur (sin acreditar)
- 1984 - The Hit (La venganza)
- 1984 - El pico 2
- 1985 - De tripas corazón
- 1985 - La reina del mate
- 1985 - Caso cerrado
- 1985 - Sé infiel y no mires con quién
- 1987 - La estanquera de Vallecas
- 1987 - Policía
- 1987 - La vida alegre
- 1988 - El juego más divertido